# Syndicat autonome des personnels des services du Premier ministre
Le Syndicat autonome des personnels des services du Premier ministre (SAPPM), est une organisation de la Fédération générale autonome des fonctionnaires (FGAF).
Le Syndicat autonome des personnels des services du Premier ministre (SAPPM) a obtenu pour les élections professionnelles aux Commissions administratives paritaires d'octobre 2011, les résultats suivants :
- Corps des adjoints techniques des services du Premier ministre : 8 sièges sur 8.
- Corps des adjoints administratifs : 5 sièges sur 8 ;
- Corps des secrétaires administratifs: 2 sièges
- Corps des attachés d'administration : 1 siège[1]